# Adlullia postlutosa
Adlullia postlutosa är en fjärilsart som beskrevs av Holloway 1982. Adlullia postlutosa ingår i släktet Adlullia och familjen tofsspinnare. Inga underarter finns listade i Catalogue of Life.